# Williams (Australia)
Williams è una città situata nella regione di Wheatbelt, in Australia Occidentale; essa si trova 160 chilometri a sud-est di Perth ed è la sede della Contea di Williams. Al censimento del 2006 contava 338 abitanti.